# Keep On Tryin’
A Keep On Tryin’ című dal a holland Twenty 4 Seven második kislemeze harmadik, I Wanna Show You című stúdióalbumukról. A dal elsősorban a Benelux államokban volt sikeres, ahol a 29. lett a holland kislemezlistán, valamint a 32. Belgiumban. Az Egyesült Királyságban nem került fel a slágerlistára. Ez volt az utolsó kislemez, melyen Nance Coolen szerepelt. A dalhoz videóklipet nem készítettek. 

## Számlista

### CD maxi
Benelux államok / Vinyl 12"
- A1 "Keep On Tryin'"" (RVR Long Version)              — 6:04
- A2 "Keep On Tryin'" (Ben Liebrand Mix - With Rap)    — 6:00
- A3 "Keep On Tryin'" (Instrumental)                   — 3:46
- B1 "Keep On Tryin'" (Ben Liebrand Mix - Without Rap) — 6:00
- B2 "Keep On Tryin' (Single Mix)                      — 3:46

## Slágerlista
| Slágerlista (1995)          | Legjobb helyezés |
| --------------------------- | ---------------- |
| Belgium (Ultratop Flanders) | 32               |
| Hollandia (Dutch Top 40)    | 31               |
| Hollandia (Single Top 100)  | 29               |